# Розенберг, Авром Хаим
Розенберг Авром Хаим (англ. Rosenberg Abraham Hayyim; 17 октября 1838, Карлин, Минской губернии — 1928, Нью-Йорк) — еврейский публицист, издатель.

## Биография
Родился в семье Узиэля Яффе Розенберга и Леи Либерман. Получил традиционное образование дома у отца. Окончил Житомирское раввинское училище (1872). Был казённым раввином в Пинске (1872—81), Николаеве (1881—90), Полтаве. Во время проживания в Николаеве преподавал еврейскую историю и религию в местной классической гимназии. В 1891 эмигрировал в США и поселился в Нью-Йорке, где занимался издательской деятельностью. Одной из главных работ Розенберга является издание энциклопедии имен, встречающихся в Танахе «Оцар га-шмот» в 10 томах (1923), а также перевод на идиш 12-томной «Истории мира» К. Фохта (Нью-Йорк, 1918).